# フラビオ・グアルベルト
フラビオ・グアルベルト（Flávio Gualberto、1993年4月22日 - ）は、ブラジルの男子バレーボール選手。ブラジル代表。

## 来歴

### クラブチーム
ミナスジェライス州 Pimenta出身。Minas Tênis Clube U21でプレーを経て、2012年にOlympico Clubへ入団しバレーボール選手としてのキャリアをスタートさせる。2013/14シーズンにItambé/Minasへ移籍し、その後6年間在籍し中心選手として活躍した。2016年には世界クラブ選手権に出場した。2017/18、2018/19シーズンのブラジル・スーパーリーガでは5位だった。2019/20シーズンはSesc-RJでプレーし、Carioca選手権で優勝し自身もMVPとベストミドルブロッカー賞を受賞した。2020/21シーズンはポーランドリーグのAluron CMC Warta Zawiercieでプレーし、リーグで8位、ポーランドカップで3位となった。2021/22シーズンはイタリアセリエA1のCallipo Sportでプレーした。2022/23シーズンはシル・サフェーティ・ペルージャと契約した。

### 代表チーム
アンダーカテゴリーの代表として2010年、U-19南米選手権に出場し準優勝となり自身もベストブロッカー賞を受賞した。2011年にはユースのパンアメリカンカップで金メダルを獲得した。2014年、U-23の南米選手権で金メダルを獲得し自身もベストミドルブロッカー賞を受賞した。2015年にシニアのブラジル代表に初選出された。同年8月にアメリカで開催されたパンアメリカンカップで金メダルを獲得し、自身もベストミドルブロッカー賞を受賞した。2018年に3年ぶり代表へ復帰し、パンアメリカンカップで金メダルを獲得した。2019年に日本で開催されたワールドカップではレギュラーとして活躍し金メダルを獲得した。同年9月の南米選手権で金メダルを獲得し自身もベストミドルブロッカー賞を受賞した。2021年、ネーションズリーグで金メダルを獲得した。

## 球歴
- オリンピック - 2024年
- ワールドカップ - 2019年
- ネーションズリーグ - 2019年、2021年、2022年
- 南米選手権 - 2019年、2021年

## 受賞歴
- 2010年　U-19南米選手権 ベストブロッカー賞
- 2014年　U-23パンアメリカンカップ ベストミドルブロッカー賞
- 2015年　パンアメリカンカップ ベストミドルブロッカー賞
- 2018年　パンアメリカンカップ ベストミドルブロッカー賞
- 2019年　南米選手権 ベストミドルブロッカー賞
- 2020年　2019/20Carioca選手権 MVP、ベストミドルブロッカー賞

## 所属クラブ
- Olympico Club（2012-2013年）
- Itambé/Minas（2013-2019年）
- Sesc-RJ（2019-2020年）
- Aluron CMC Warta Zawiercie（2020-2021年）
- Callipo Sport（2021-2022年）
- シル・サフェーティ・ペルージャ（2022-2024年）
- トレンティーノ・バレー（2024-）